# Ailill Aulom
Ailill Aulom ['alʴiLʴ 'aulom] („Ailill ohne Ohren“), auch Ailill Ollamh oder Oilill Olum (zu kymrisch Ellyll, „der [ganz] Andere“, Bezeichnung für Elfen), ist im Historischen Zyklus der keltischen Mythologie Irlands der Name eines Königs von Munster aus dem 3. Jahrhundert. Er war ein Sohn des Königs Mug Nuadat (auch Eógan Mór der Ältere), der Bruder Lugaid Lágas, der Schwiegersohn des Königs Conn Cétchathach und der Vater von Eógan Mór dem Jüngeren.

## Mythologie
In der Erzählung Cath Maige Mucrama („Die Schlacht von Mag Mucrama“) wird berichtet, dass Ailill die Fee Áine auf dem Cnoc Áine (heute Knockainey Hill im County Limerick) im Schlaf überrascht und vergewaltigt hat. Sie wehrt sich vergeblich dagegen, beißt ihm jedoch dabei die Ohren ab, was zu seinem Beinamen führt. Währenddessen wird Áines Vater von Ailills Begleitern ermordet.
Als sein Sohn Eógan Mór seinen Ziehbuder Lugaid mac Con vom Thron stürzt und vertreibt, holt dieser Hilfe aus Schottland. In der daraufhin stattfindenden Schlacht von Mag Mucrama („Ebene des Schweinezählens“ in Connacht, heute County Galway) fällt Eógan Mór zusammen mit seinem Verbündeten Art mac Cuinn und Lugaid wird wieder König. Da er aber das Volk wegen ungerechter Entscheidungen gegen sich aufbringt, muss er abdanken und flüchtet zu seinem Ziehvater Ailill Aulom, der ihn jedoch aus Rache für den Tod seines Sohnes ermordet.